# Villa Friedrich Lohmann jun.

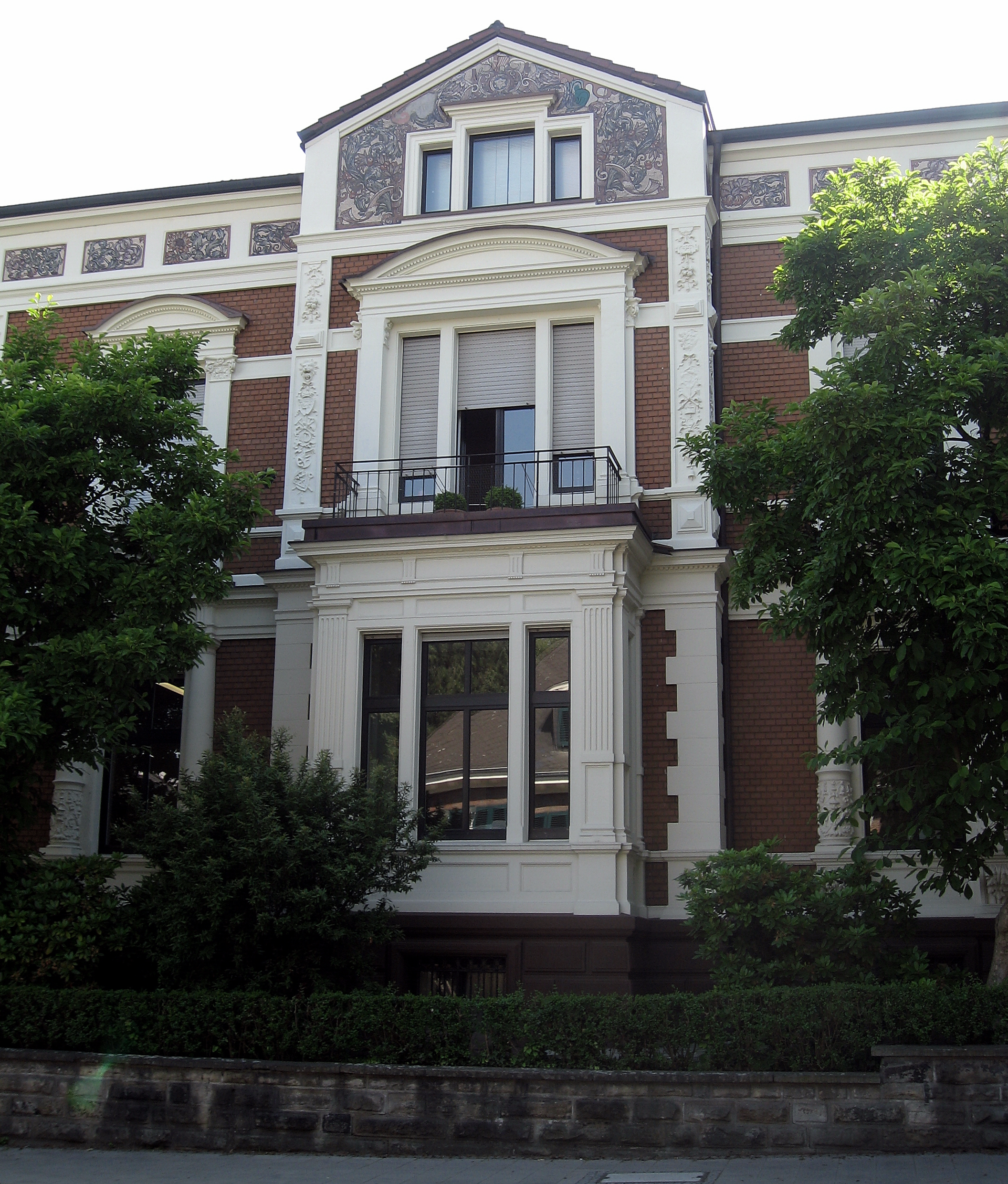
Frontdetail

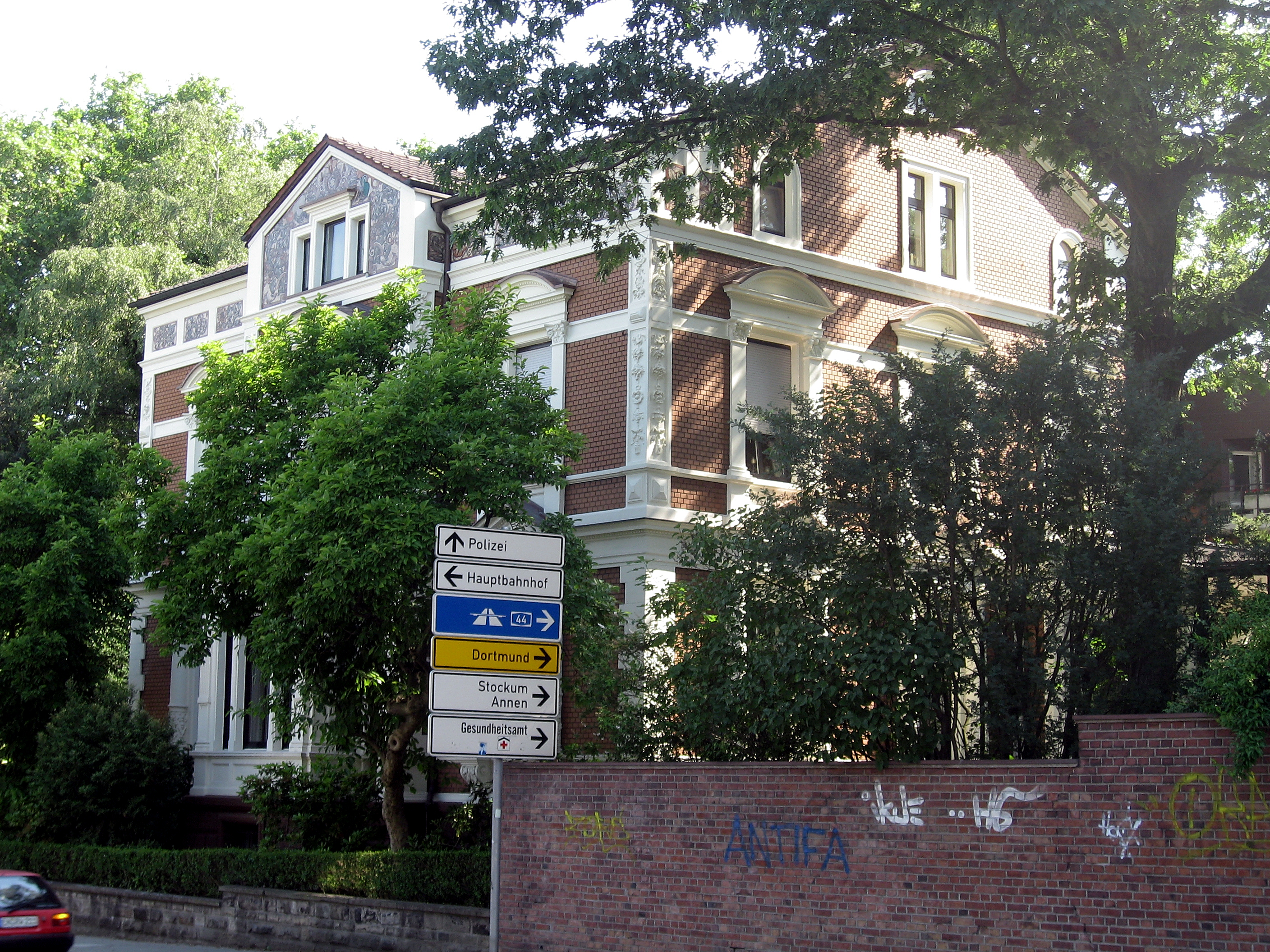
Front

Die Villa Friedrich Lohmann jun. liegt an der Ruhrstraße 75 in Witten und ist Teil der Route der Industriekultur.
Die Villa wurde im Auftrag von Friedrich Lohmann jr. (* 1845, † 1921) erbaut, der mit seinem Bruder Ernst bis 1910 das Familienunternehmen Lohmann leitete. 
Stilistisch setzt sich das Gebäude deutlich von der historistischen Architektur anderer Lohmann-Gebäude in der Ruhrstraße ab.